# VeryChic
VeryChic est une agence de voyages en ligne spécialisée dans la vente privée d’hôtels et séjours haut de gamme, via son site Web et son application mobile. Elle est créée en juillet 2011 et devient une filiale d'Accor en avril 2017 (75 %). Le siège social de la société est basé à Paris ; des locaux sont situés à Barcelone, en Espagne[source secondaire souhaitée].

## Modèle
Le modèle utilisé par VeryChic permet aux hôteliers de maximiser leur « RevPAR » (« Revenue per Available Room ») en proposant de remplir leurs chambres invendues et de proposer dans le même temps, des adresses à prix plus compétitifs.

## Historique
La société VeryChic est créée en avril 2011 par Nicolas Clair et Hervé Lafont. 
En 2017, l’entreprise est rachetée par le groupe hôtelier français Accor,, premier groupe hôtelier en Europe. 